# 比楽島村
比楽島村（ひらしまむら）は、石川県石川郡にあった村。現在の白山市の川北町との境界付近、北陸本線美川駅の南東一帯にあたる。

## 歴史

### 村名の由来
村名は、手取川の古名「比楽河」と合併各村に「島」の付く名前が多かったことによる。

### 沿革
- 1889年（明治22年）4月1日 - 町村制の施行により、水島村、源兵衛島村、上安田村、福永村、運上島村及び番田村の区域をもって、比楽島村が発足する。
- 1891年（明治24年） - 能美郡砂川村の区域の内、出合島の区域を編入する。同日、大字運上島の区域を大字出合島に編入する。
- 1903年（明治36年） - 七ケ用水が完成。
- 1925年（大正14年） - 耕地整理が完了。
- 1926年（大正15年） - 村役場を番田に移転。
- 1934年（昭和9年）7月15日 - 比楽島村及び福留村が合併して、石川村が発足する。